# Ous al plat
Ous al plat, ous escumats, ous bullits sense closca o ous en flor és una preparació culinària, consistent en uns ous cuits al forn dins d'un plat ad hoc, sovint de terrissa que s'utilitza per a servir el plat tal com surt del forn. Se serveix calent, quan els rovells estan a punt, la dificultat del plat és trobar el punt de cocció perfecte. És un plat de base tradicional que permet una gran creativitat en les variacions.
Es trenquen dos ous per persona, sense violència– en un plat untat de mantega, amanit amb sal i pebre i un raig d'oli als rovells. Després de posar-los un moment a la planxa perquè comenci a quallar la clara, es posen al forn, vetllant que la clara qualli i els rovells restin tendres. Abans d'enfornar-los, s'hi poden afegir salsitxes fregides, xoriço, foie-gras, botifarra, pernil, tomates i altres verdures bullides o cobrir-les d'una salsa beixamel amb formatge. També es pot fer damunt un llit de pa torrat o de patata.
Era un dels plats preferits del papa Lleó XIII. Segons Josep Pla «Hem de fer una referència als ous ferrats o ous al plat, que, en aquesta península, són molt corrents. En el nostre país aquest plat d'ous no ha estat mai res de l'altre món; en altres llocs de la Península –a Madrid, per exemple– saben fregir la clara d'ou d'una manera més satisfactòria.»